# Ullgarn
Ullgarn är tråd som framställts genom att sno samman hår som täcker fårens med flera djurs hud. Även tråd från alpackans, kashmirgetens, angoragetens, lamans och kamelens fällhår kallas ullgarn, men ojämförligt viktigast är fårullen.

## Egenskaper
Egenskaperna på ull varierar betydligt. Materialet är lika "levande" som lin. Faktorer som väder och vind, fårras, föda, sjukdomar, omhändertagandet, behandling av råvaran i alla dess led är sånt som påverkar garnets kvalitet och användbarhet till olika tyger. Man bedömer fiberfinhet, fiberlängd, krusighet och glans, egenskaper som bland annat beror på var på djuret ullen växer. Bästa ullen kommer från fårets sidor, sämsta från buk och bak där fibrerna slits och är kortare. Därför sorteras fårets ull efter klippningen allt efter garntypen den skall användas till. 
Grovt sagt skiljar man mellan mjuk, kortfibrig ull, som ger mjukt garn, lämplig för stickning av mjuka kläder men inte alls bra som varp i en vävstol, och å andra sidan långfibrig grov ull som ger slitstarka, hållfasta trådar på bekostnad av mjukheten. Det är textilteknikerns konst att välja en råvara som ger slutprodukten de egenskaper som önskas. Då måste hänsyn tas till hur tråden spinns, hur tyget vävs, och hur den efterbehandlas för att bli kläde, vadmal, möbeltyg, bordsdukar, plädar, ryamattor, gobelänger eller något annat. 
Skinnull är en biprodukt vid glacegarvning. Sådan ull har avlägsnats från skinnen av får eller lamm vid en metod där skinnets köttsida har behandlats med natriumsulfid eller i en kalklösning. Skinnull skiljer sig från annan ull därigenom att den (i motsats till ull som är klippt från levande djur) har hårrötter. Denna ull lämpar sig bland annat till spinning av kardgarn.
Ullen går genom mycket behandling innan den spinns, först till tunna trådar i till exempel s-riktning, sedan sammantvinnas 2–3 sådana till en grövre tråd i z-riktning.

## Ullsorter
Vissa fårraser, bland dem islandfåret, ryafåret, m fl, har en päls bestående av mjukt, kort underhår och långt, grovt täckhår, som används separat eller kardas ihop innan man spinner ullen. När det gäller getull eller kamelull är det oftast endast det mjuka underhåret som används — överhåret är ibland för kort och strävt för att kunna spinnas till tråd. Ett undantag är mohair, som kommer från angorageten, där alla fibrer är både långa, glansiga och fina. Garn gjorda av mohair har ofta högt värde.
Islandsfårets ytterpäls kan bli upp till 45 centimeter lång. Man kan lätt separera den från innerpälsen för att göra den tråd som förr användes till segel och bälten, sytråd och broderingstråd, eller spinna allt tillsammans till en tråd lämplig för vävning av tyg till vadmal eller kläde.
(Får)ullens vattenavstötande förmåga, som bidrar till garnets många användningsområden, beror på fibrernas yttersta tunna skikt — epikutikulan — en av flera keratiniserade proteiner som är hydrofoba (blir inte 'våta'). Dessutom finns i naturull som inte bearbetats kemiskt, rester av fett- eller vaxskikt som omger fibern.
Råullen innehåller cirka 40–50 % fett (lanolin, som tekniskt är ett vax), dessutom svett, smuts, höstrån och annat. I medeltida England tvättades fåren innan de klipptes för att avlägsna det grövsta. Normalt tvättas ullen med alkalier, men även med tensider och syra för att avlägsna lanolinet och smuts innan den kardas/kammas inför spinning. I undantagsfall görs vissa garn av otvättat ull för att de skall behålla fettets vattenavstötande egenkaper (till exempel så kallade Arran-tröjor för yrkesfiskare).

## Garnsorter
Med kamgarn (engelska worsted yarn, tyska Kammgarn) menar man en tråd spunnen ur långa parallelliserade ullfiber. Den korta ullen och brutna fiber avlägsnas före spinningen. Vid handspinning använder man ett par ullkammar för ändamålet. Vikingkammen har en eller två rader tänder, den engelska ullkammen har fem rader. Kamgarn ger släta fina tyger. Etamingarn är ett hårdtvinnat kamgarn av merinoull. Garnet används bland annat till glesa tuskafttyger.
Kardgarn (engelska woolen yarn, carded wool yarn, tyska Streichgarn) innehåller fibrer som inte är parallelliserade och som gör tråden luftig och "hårig".

## Historia
Vi vet att ullgarn har tillverkats i minst 5000 år. Flandern och Italien var först att förädlade ullen till högklassiga tyger. Under sen medeltid var England en viktigaste producenten av finare ull, sedan även av de bästa ylletygerna. Bättre än engelska fårraser var det spanska merinofåret som bokstavligen stals och importerades till andra regioner (bland annat Gotland). 
På 1800-talet infördes merinofåret i Australien som blev världsledande i ullproduktion. 1930 och 1950 låg världsproduktionen av otvättad ull på 1,5 miljoner ton och i slutet av 1980-talet på 3 miljoner ton, varav 28 % från Australien. I Sverige höll man får för att täcka hushållets textilbehov, och producerade grövre tyger, bland annat vadmal, i hemmet. Textilproduktionen var mycket omfattande och delvis av hög kvalitet men kunde inte mäta sig med importvaran kläde för 'finare' kläder.
De vanligaste kvaliteterna av ull för hemslöjdsändamål är ofta uppkallade efter dess vanligaste ändamål/vävteknik, till exempel ryaull, gobelängull, ull av finullstyp från finullsfåret och så kallad pälsull.